# Association for Standardisation of Automation and Measuring Systems
Association for Standardization of Automation and Measuring Systems（略称：ASAM e.V.、和訳：自動化システムと測定システムの国際標準化団体）は、ドイツ法下に置かれた登録団体である。その会員には、主に国際的な自動車メーカー、自動車産業のサプライヤーおよびエンジニアリングサービス業者が含まれる。協会は、会員企業の専門家により構成されるプロジェクトグループが行う技術基準の開発をコーディネートしている。ASAMは、開発プロセスチェーンの全ツールに対する互換性の付与や、データ交換における一貫性をビジョンとして追求している。規格は、ソフトウェア開発のためのプロトコル、ファイルフォーマットおよびアプリケーション・プログラミング・インターフェース（API）、そして自動車ECUのテストに関して定義している。シミュレーション、測定/アプリケーションシステムやテスト自動化の分野における一般的なツールの大半は、ASAM規格に準拠している。この適合によって、データを変換せずに、データの交換が保証され、また様々なメーカーのツールの互換性と、メーカーとサプライヤーとの間の一義的な仕様の交換が確保される。
ASAM規格は、UML、XMLやCORBAといった他の公的規格に基づくことから、特定のIT技術やプラットフォームから独立している。さらに、ASAMは、標準化においてISOやAUTOSARなどの他組織と密接に協働している。

## 歴史
80年代後半と90年代前半の経済危機の中、自動車業界はコスト削減と合理化を大きく強いられた。計測技術とテスト自動化の分野においても同様の圧力がかかった。当分野のツールにおいては、主に互換性のないインタフェースやデータフォーマットが独自に開発されており、様々なツール接続やデータ交換を妨げるものであった。そこで、アウディ、BMW、ダイムラー・ベンツ、ポルシェ、フォルクスワーゲンの開発責任者達が協力し、その先導により、1991年に自動化/測定システム（ASAM）の標準化のための作業グループが生まれた。OEMメーカーが一方的に標準を決定し、サプライヤーに順守させていた以前の標準化団体とは異なり、ASAMでは、最初から対等なパートナーとしてサプライヤーを標準の開発に関与させた。このようにして、彼らの技術ノウハウが反映された規格は、費用対効果をもって製品とサービスに実践できるようになった。
標準開発は、1996年にEUのプロジェクトSTAUMECSによって推進された。規格の数と重要性が着実に増したことから、1998年12月1日シュトゥットガルトに、標準を合法的に管理して配信するASAM e. V.が設立された。

### 沿革
- 1998年： 登録団体として、ASAM e. V.が設立。初代会長は、ダイムラークライスラーから、最高業務責任者は、BMWから就任。
- 1999年： 米国にASAM-共益団体ができる。
- 2001年： 北米、ミシガン州オーバーンヒルズのダイムラークライスラーで最初のASAM Techday。
- 2002年： ASAM CEA最初のリリース。
 ASAMにおけるMSR規格の組込み。
- 2003年： 会員数は米国、日本、フランス、スウェーデンの企業も含め、100を超える。
 ASAM MCD-3最初のリリース。
- 2004年： 役員会は、ツールメーカーにASAMに適合するツール開発のために18ヶ月を与え、その間新しい規格のリリースを停止することを決定する。
 ASAM MCD-2 NET (FIBEX)の最初のリリース。
 ASAM ODS 5.0は、ISOによって受け入れられ、ISO 22720として承認された。
- 2005年： ASAMの海外拠点として、米国にASAM LLCを設立。
- 2006年： ケーススタディや会員/製品リストを含む、最初のASAMソリューションガイドが公開される。
 ASAM CDF最初のリリース 
 ASAM MDX最初のリリース 
 ASAM MBFS最初のリリース 
 公式ASAMチェッカーツール最初のリリース：A2Lチェッカー、ODSモデルとデータチェッカー
- 2007年： インドにASAMの海外拠点を設立 
 ASAM FSXの最初のリリース
- 2008年： 規格開発の技術的管理のため、TSC（テクニカル運営委員会）設置。
 ASAM LXF最初のリリース
- 2009年： ASAM HIL最初のリリース 
 ASAM規格としてMDF採用し、ASAM MDFとして最初のリリース
- 2010年： 会員総会は、ASAMの会員のみがASAM規格を無料で利用できることを決定した。非会員は、規格を購入することにより、開発費用の一部を負担する。
- 2011年： ODSコンパニオン規格作成のため、米国で最初のローカルプロジェクトグループ編制。
 日本でASAM共益団体ができる。
- 2012年： ASAM MCD-3 MCを2つの独立した規格に分離：ASAM MCD-3 MC とASAM MCD-3D 
 ASAM ATX最初のリリース
- 2013年： ASAM HILからASAM XILに改名し、Standard-API の大半を導入したオープンソフトウェアを伴うASAM XIL 2.0 をリリース
- 2021年： ASAM SCDL最初のリリース

## 会員
ASAMは、世界中に130以上の法人会員を擁している。ASAMは、特に自動車産業に会員資格を制限しているわけでないが、主要な会員企業として、BMW、ボッシュ、コンチネンタル、ダイムラー、デンソー、デルファイ、GM、ホンダ、PSA、SAIC、トヨタ、TRW、フォルクスワーゲン、ボルボなど、自動車業界が占める。
会員企業は、大きく3つに分類することができる。
- エンドユーザー：主にASAM規格に沿ってツールやプロセスを適用するOEMメーカーやそのサプライヤー
- ASAMシステムサプライヤー：ASAM規格をツールに活用し、エンジニアリングサービスを提供するツールメーカーとサービスベンダー
- 教育機関：大学と研究機関

会員は、従業員数で算出される年会費を支払う。これによって、ASAM規格やチェッカー・ツールへ無料でアクセスでき、ツールの開発やサービスの範囲で使用することができる。これに加え会員は、規格の変更や開発を提案したり、その他の開発に参加する資格を与えられる。
通常、主要なOEMメーカーおよびサプライヤーは、独自による、内部で開発されたシステムを補うことや、個々のツールメーカーやコストのかかる独自開発に依存する必要がないという理由で、規格に強い関心を持つ。ASAM規格を使用することで、OEMメーカーやサプライヤーは、テスト/開発システムを何度も再利用することが可能となり、長期的にも有意である。
ASAMのシステムサプライヤーにとっても、規格を通じて自社製品に対して、世界的なOEM市場での独立性を得ることができることから、明らかに有利となる。要するに規格は、世界中のエンドユーザーへの労力/費用がかかるカスタム開発なしに、製品を販売することを可能にさせ、加えて開発コストを最小限に抑え、収益を最大化させる。さらに積極的に規格の開発に関与する企業は、「first-to-market」という優位性を得る。
ASAMの強みは、膨大な数のシステムサプライヤーを擁していることにある。会員企業のほぼ三分の二は、このグループに属する。このため、大規模な範囲でASAM適合のツールやサービスを利用することが可能である。専門家によれば、MCDシステム用だけでも、世界中に約500の製品があるという。

## 組織構造

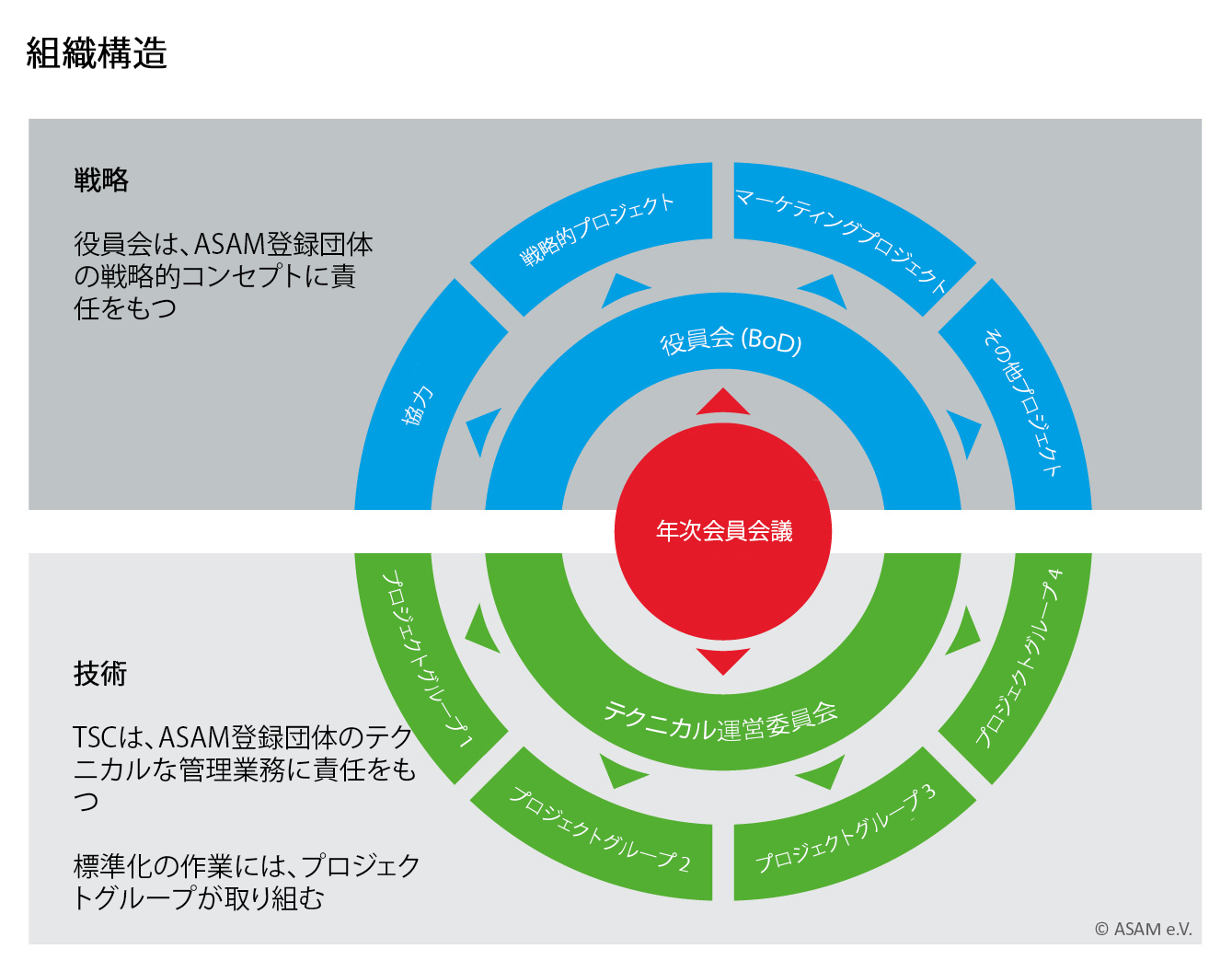
ASAM の組織構造

ASAMは、登録団体として組織されている。その構造は、既存組織への新会員の統合を可能にさせる。
ASAMの最高意思決定機関は会員総会である。各会員企業は、それぞれの年会費に比例して議決権をもつ。派遣代表は、2年周期で役員会および技術運営委員会を交互に選出する。彼らはまた、理事の負担を軽減し、規約の変更を承認し、重要な戦略的決定について採決する。
役員会は、当団体の運営責任を負っている。最大で5会員から構成されている。役員会は、すべての法律/広報に関する要件でASAMを代表し、団体の財政に責任をもち、会員の採用/不採用を決定し、他の委員会やオフィスのためのガイドラインを定め、当団体の長期的な戦略を構築し、その実施を確認する。
技術運営委員会（TSC）は、技術/市場の側面に重点を置いてASAM規格に取り組んでいる。委員会は、ASAMの会員企業から最大10の派遣代表により構成される。TSCの主要目的は、ASAM標準ポートフォリオが、市場の需要に対応し、競争力を維持することを確実にすることである。委員会は、技術提案を審査し、作業グループの進捗状況を把握し、新規または改訂された標準を承認する。
ASAMのプロジェクトグループが、標準の実際の開発作業を行う。これらのグループに別の会員が加わることができないこともあるが、それは、標準の原案を提起した企業のみが、プロジェクトグループのメンバーを派遣できることに起因する。これに対して、「オープンなプロジェクトグループ」では、他の会員の協力参加が可能である。プロジェクトグループは、標準の新規開発や将来のバージョン開発（FVDプロジェクト）、あるいは小さな改定やエラー修正といった標準の保守を行う（メンテナンス・プロジェクト）。
ASAMは、ミュンヘン近郊にオフィスを構えている。そこでの業務内容は、規格の確実な配信、プロジェクトグループのためのITインフラストラクチャーや標準に関する質問への専門的な支援、技術的なマーケティングや一般的なサポートなどである。

## 規格の開発プロセス

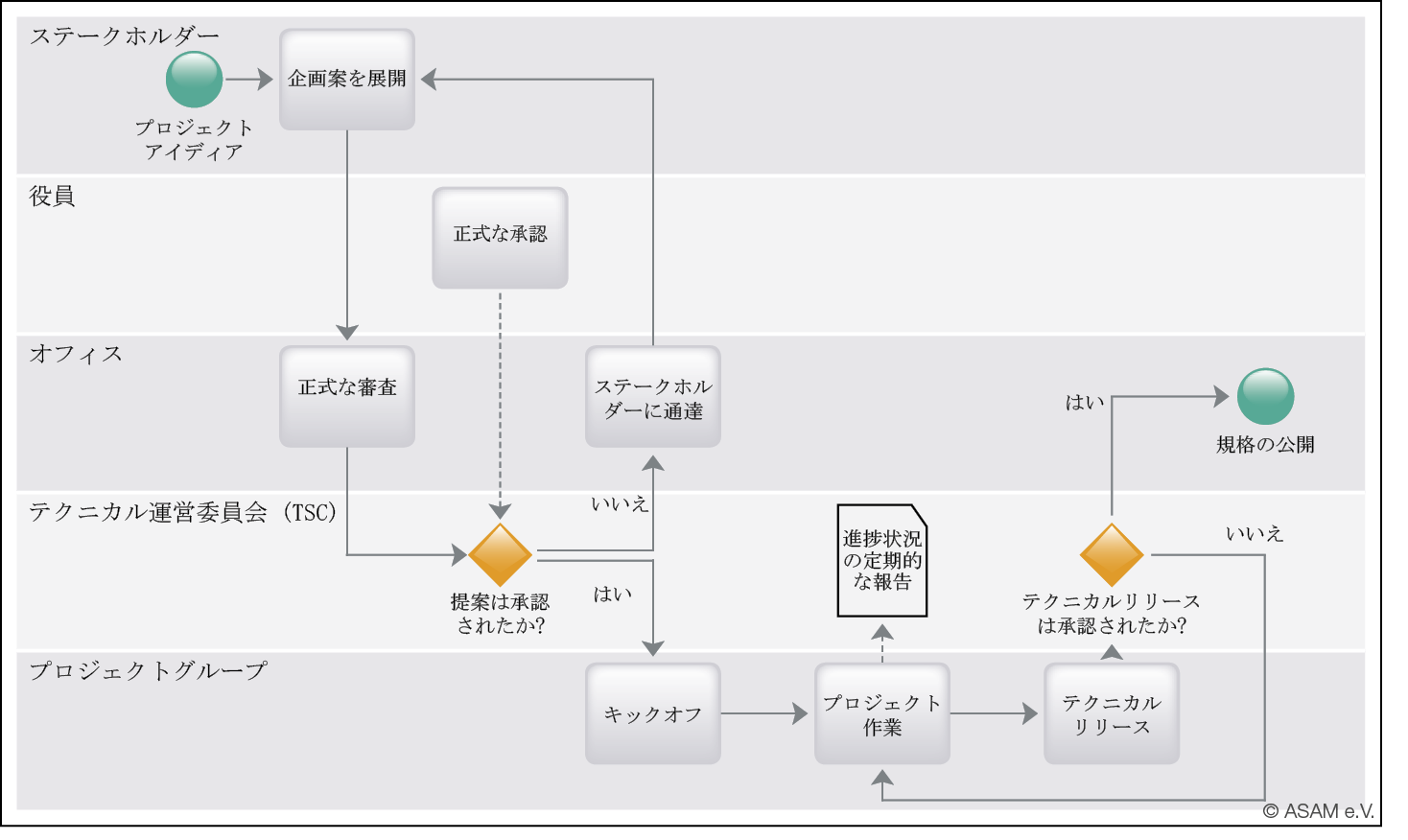
ASAM標準のライフサイクル

標準の新規開発、既存の標準の開発/修正はメンバーの主導の下で行われる。プロセスは、目的、使用事例、技術的な内容、推定資源やプロジェクト計画などを含む、いわゆる「Issue Proposal（問題提起/企画・課題の提案）」からスタートする。提案は、コメントのために他のメンバーに伝えられる。最低6週間の話合期間を経て、提案とコメントが、評価と決定のためにTSCに提出される。必要なリソースが存在し、TSCにより提案が承諾された時点で、プロジェクトの開始となる。
通常、必要な予算の25%をASAMが負担する。残りの75%は、プロジェクトへの参加企業が負担するが、それは、例えばプロジェクトグループ・メンバーの作業時間、既存のドキュメンテーションや資金の提供をベースにする。少なくとも3社の会員企業が参加していることが、プロジェクト実施の前提条件となる。
ASAMは、プロジェクトグループに対して、Issue-Tracking System（問題追跡システム）、ファイルリポジトリとバージョン管理システム、会議システム、プロセス概要説明とガイドライン、テンプレートとオフィスのサポートからなる作業基盤を提供する。
プロジェクトチームは、グループの作業計画に責任をもち、作業進行を支援し、グループが承認済みプロジェクトの枠内で作業を進めることなどに配慮するプロジェクトマネージャーを選択する。ASAMのオフィスは、プロジェクトグループの管理運用業務を担当する、既存の規格の開発のための、保守プロジェクトマネージャーを任命する。それ以外の場合は、プロジェクトグループが、独自のニーズに応じて自ら手配する。
プロジェクトの実施段階では、プロジェクトメンバーは、定期的なミーティング、電話会議または自主的な仕事を通じて、規格に関わる仕事を遂行する。プロジェクトマネージャーは、TSCにプロジェクトの進捗状況を定期的に報告する。
プロジェクトメンバーは、規格が承諾段階に達成したと判断した時点で、その作業結果をTSCに審査のために提出する。作業結果とは、ドキュメント、スキーマ、参照コードやサンプルファイルのことである。プロジェクトリーダーはTSCの会議で新しい規格を発表する。TSCと役員会がリリースを承認した後、ASAM オフィスがリリースを公開し、会員にダウンロード用のアクセスを提供する。

## 規格ポートフォリオ
ASAM 規格は主に自動車産業界で使用されている。計測、キャリブレーション、診断、テスト領域におけるデバイス間の通信インターフェースの定義に焦点を当てている。同規各はこれら領域のプロセスおよびツールチェーンに適用され、開発、統合、メンテナンスの費用を軽減することが目的である。ASAM規格は特定のユースケースを扱い、以下の基本原則に沿って開発されている。
- ハードウェアおよびOSからの独立
- オブジェクト指向モデリングを使用
- セマンティックスおよびシンタックスの指定
- 物理的なデータストレージからの独立

異なる製造元のシステムコンポーネントの互換性を可能にさせることで、メーカーや技術に依存されず、ITプラットフォームの継続的な開発の必要がなくなる。このためツールやプロセスへの投資が長期的に保証される。
ASAMは規格における技術定義に対し、一般的な記述方式を使用する。
- フォーマット記述：データ交換を目的としたファイルフォーマットのシンタックスおよびセマンティックを定義する。
- API：サービスルーチンの呼び出し、もしくはコンピュータープログラム間のデータ交換を目的として、実行可能ルーチンのインターフェースおよび機能的行動を定義する。
- プロトコル定義：コンピューターシステム間のコミュニケーションリンクの確立を目的として、バスを介したコミュニケーションのシンタックス、セマンティック、同期を定義する。
- 技術リファレンス：規格の技術に依存しない部分に関し、技術に依存した解釈をもって明確にする。マッピングルールもしくはプログラム・コードを介するのが一般的。
- アプリケーション領域コンパニオン：特定のアプリケーション領域、もしくは特定の種類のデバイスに対するベース規格の拡張子を定義する。
- トランスポート層仕様：具体的な物理層を使用して一般的プロトコル定義の解釈方法を定義する。

ASAMは規格を７つのグループに細分し、以下の表のように分類している。
- Measurement & Calibration：計測＆校正
- Diagnostics：診断
- ECU Networks：ECUネットワーク
- Software Development：ソフトウェア開発
- Test Automation：テスト自動化
- Data Management & Analysis：データ管理と分析
- Simulation：シミュレーション

Measurement & Calibration規格
ECUの変数やパラメータを扱うための規格である。これには、ECUメモリ内のデータへの読み書きアクセス、データのメタ記述、ファイルへのデータの保存、適合プロセスの記述などが含まれる。
| 規格            | タイトル | 説明 |
| --------------- | --- | --- |
| ASAM ARTI       | ASAM Run-Time Interface (ランタイムインターフェース）                                                                        | AUTOSAR Run-Time InterfaceをサポートするECU向けに開発されている。ASAM ARTIの目的は、自動車のリアルタイムOS上でスケジューリングタイミング解析を可能にすることである。トレースデータに加えて、測定コンフィギュレーション設定も保存される。 |
| ASAM CDF        | Calibration Data Format (キャリブレーション・データ・フォーマット)                                                           | キャリブレーション値や、取得および品質の関連メタデータをストアするための XMLベースのフォーマットの定義。MCD-2 MCを補完し、MCD-2 MCが記述するキャリブレーション・パラメーターの値を提供する。 |
| ASAM CPX        | Calibration Process Exchange (キャリブレーション・プロセス・交換 )                                                           | ISO OTX規格（ISO 13209）を拡張したもので、ECUの適合、すなわちECUソフトウェアのパラメータの決定と検証のためのテスト手順を記述するための機能を定義している。 |
| ASAM HMS        | HEX file Management System (HEXファイル管理システム)                                                                         | 自動車開発に必要な資産であるHEXファイルを管理するための標準的なアプローチを提供する。HEXファイルは、コーディングファイルから車両ECUのソフトウェア全体まで、あらゆる種類のものがあり、車両の開発で使用される。 |
| ASAM MCD-1 CCP  | CAN Calibration Protocol (キャリブレーション・プロトコル)                                                                    | CAN 2.0Bネットワークにおけるマスターとスレーブコントローラー間の 通信プロトコルの定義。キャリブレーションデータのスレーブデバイスへの転送、スレーブデバイスからの同期データ取得、一般的制御機能の実施を含む。規格は"ASAP1"としても知られる。 |
| ASAM MCD-1 POD  | Plug-on Device Interface (プラグオン・デバイス・インターフェース)                                                            | メモリやレジスタといったECUの内部リソースに外部ツールから直接読み書きできるようにするハードウェアアダプタ。外部ツールは通常、計測・適合システム、データロガー、ラピッドコントロールプロトタイピングシステムなど。 |
| ASAM MCD-1 XCP  | The Universal Measurement and Calibration Protocol Family (ユニバーサル計測およびキャリブレーション・プロトコル・ファミリー) | マスターとスレーブ・コントローラー間のバスに依存しない通信プロトコルの定義。同期データ取得とスティミレーション、キャリブレーションデータに関するリード/ライトアクセス、メモリーページ管理、フラッシュプログラム、さらにオプションの機能を含む。トランスポート層仕様は CAN、イーサネット（TCP/IPおよび UDP/IP）、FlexRay、USB、SxIに対し定義されている。MCD-1 CCPの改良された一般化バージョンを確立している。 |
| ASAM MCD-2 CERP | Calibration Expert System Rule and Product Format (キャリブレーション・エキスパート・システム規則および製品形式)             | ISO OTX規格（ISO 13209）を拡張したもので、校正パラメータの依存性を記述するための関数を定義している。 |
| ASAM MCD-2 MC   | ECU Measurement and Calibration Data Exchange Format (ECU 計測およびキャリブレーション・データ交換フォーマット)              | 非XML フォーマットを介したキャリブレーション・パラメーター（特性）と計測可能変数（計測）の定義。そのようなデータは ECUのメモリー内部に存在している。定義フォーマットはアプリケーションシステムを通してデータのアクセスを可能にする。さらに、アプリケーションシステムのデバイスドライバ設定のために ECU のハードウェアインターフェースを記述している。当規格は "ASAP2"としても知られる。                      |
| ASAM MDF        | Measurement Data Format (計測データ・フォーマット)                                                                           | 記述的なメタ情報を含む計測データのストアのためのブロック構造チャネル指向バイナリフォーマットの定義。時間、角度、距離、インデックスによるデータの同期を可能にする。リアルタイムで効率よい計測データのストレージを可能にする。ODSデータベースでMDF ファイルを参照できる。 |

Diagnostics規格
ECUのサブシステムを診断＆テストするための規格である。
| 規格         | タイトル | 説明 |
| ------------ | --- | --- |
| ASAM MCD-2 D | Data Model Specification for ECU Diagnostics (ECU 診断用データモデル仕様)                                                       | ECUと外部テスト装置間のデータ交換用ECU診断、プログラミング、関連車両インターフェースデータを記述するための XMLベースのフォーマットの定義。当規格に準拠すれば、そのような装置は ECUからの診断データ処理のための特別のプログラミングを必要としない。当規格は "ODX"としても知られる。                                                    |
| ASAM MCD-3 D | Application Programming Interface for MVCI Diagnostic Server (MVCI診断サーバー用アプリケーション・プログラム・インターフェース) | クライアント・アプリケーションと ECU間のコミュニケーション用にバスおよびプロトコルに依存しないサービスを提供する診断サーバー用のオブジェクト指向 API の定義。サンプルコードと共にOO API の C++、Java、COM-IDLへのマッピングを含む。ECU および車載ネットワーク用の実際の診断コンフィギュレーションを含む MCD-2 Dにより補完されている。 |

ECU Networks規格
ECUネットワークを記述およびテストするための規格である。
| 規格           | タイトル                                                                    | 説明 |
| -------------- | --------------------------------------------------------------------------- | --- |
| ASAM MCD-2 NET | Data Model for ECU Network Systems (ECU ネットワーク・システム用Data Model) | メッセージや車載コミュニケーションバスのメッセージ・タイミングを記述する XMLベースのフォーマットの定義。FlexRay および MOSTの好ましい記述フォーマットであるが、CAN、TTCAN、LIN、イーサネットもサポートしている。バス・コミュニケーションの設計、コンフィギュレーション、モニター、シミュレーションに使用される。当規格は "FIBEX" （フィールド・バス交換フォーマット）としても知られる。コンテンツは AUTOSAR システム・テンプレートと一致する。 |

Software Development規格
ECUソフトウェア開発および機能安全開発を支援する規格である。 これには、ECUソフトウェアの形式記述と文書化、変更要求の説明、モデルベースのエンジニアリング用のブロックセット、安全設計とシステムアーキテクチャの関係を視覚的に表現するための表記法が含まれる。
| 規格       | タイトル                                                            | 説明 |
| ---------- | ------------------------------------------------------------------- | --- |
| ASAM CC    | Container Catalog (コンテナ・カタログ)                              | ソースコード、コンパイル・オブジェクトもしくは文書ファイル等のエンジニアリング・オブジェクト、さらにクリエータやバージョン名等のオブジェクトについての関連メタ情報記述のための XMLベースのフォーマットの定義。主に、OEM とサプライヤー間の情報交換のために使用される。 |
| ASAM FSX   | Functional Specification Exchange Format (機能仕様交換フォーマット) | 主に技術文書作成を目的とした、ソフトウェアの機能仕様を記述するための XMLベースのフォーマットの定義。同フォーマットは、要件の相互参照、リンク、言及における複数言語のプローズテキストを介して文書を可能にする。仕様のバリエーションを表すことができる。機能のインターフェース定義を含むMDXを補完する。 |
| ASAM ISSUE | ISSUE Exchange Format (交換フォーマット)                            | 分散開発プロセスの異なる関係者間の情報交換のための XMLベースのフォーマットの定義。変更リクエスト、明確化リクエスト、問題報告、さらなるユースケースを扱う。加えて、リクエスト処理のためのワークフローの定義。 |
| ASAM LXF   | Layout Exchange Format (レイアウト交換フォーマット)                 | データ後処理アプリケーションおよび自動化文書作成により使用されるグラフィックコンテンツのレイアウトを記述する XMLベースのフォーマットの定義。マスターレイアウトやキャンバス、そしてイメージ、表、図形、曲線等のグラフィックオブジェクトの定義を含む。ランタイム中に解決した組み込みフォーミュラを含む。特にCEAと共に使用される。 |
| ASAM MBFS  | Model Based Functions Specification (モデルベースの機能仕様)        | 自動車制御アルゴリズム仕様に必要な、代表的機能を内容とするモデルベース設計のためのブロックライブラリーの定義。アイコン、擬似コード、テストベクターを持つ70ブロックの定義を含む。加えて、MATLAB/Simulinkにおけるリファレンス実装の記述も含む。 |
| ASAM MDX   | Model Data Exchange Format (モデルデータ交換フォーマット)           | ECU ソフトウェアにおける機能インターフェース、それらのデータ（変数とキャリブレーション・パラメーター）、スケジュールを記述する XMLベースのフォーマットの定義。オブジェクトコードとしてのそのような機能をソースコードへのアクセスなしに全体の ECU ソフトウェアへ統合することができる。当規格は機能の機能的記述を含むFSXを補完する。MDX は AUTOSAR ソフトウェア・コンポーネント・テンプレートの前身である。                                                              |
| ASAM SCDL  | Safety Concept Description Language (安全コンセプ記述言語)          | ISO 26262の安全アーキテクチャ（安全コンセプト）を説明するための準形式表記法である。これには、安全要求仕様、エレメント、エレメントへの要求の配置、ASIL割り当て、安全機構のデコンポジションなどが含まれる。ベンダーに依存しない言語としてのSCDLは、直感的なグラフィック表現と簡単なプロセスを提供する。SCDLに基づくツールは、ISO 26262の開発、設計、分析、および検証をサポートする。この規格の一部は一般に公開されており、メンバーシップなしでASAMから無料で入手できる。 |

Test Automation規格
テストシステムで操作するための規格である。これには、センサーやアクチュエーターデバイス、計測・校正システム、HILシステム、DoEシステム、テスト記述用フォーマットへのプログラムアクセス用のAPIが含まれる。
| 規格                | タイトル | 説明 |
| ------------------- | --- | --- |
| ASAM ACI            | Automatic Calibration Interface (自動キャリブレーション・インターフェース)                                                                                          | テストベッド自動化システム（サーバ）の遠隔制御用自動キャリブレーションシステム（クライアント）のためのオブジェクト指向 API であるクライアント・サーバの定義。規格には以下が含まれる。 - プレーヤーサービス：セットポイント調整用テストベッド・アクチュエーターの制御 - レコーダーサービス：テストベッドからの計測値（平均もしくは実数）の記録 - ウォッチャーサービス：アウトバウンド・チャネル値のモニター - デバイスサービス： ECU固有およびテストベッド固有のオペレーション等の追加サービス クライアントおよびサーバは、場合によっては異なるホストシステムで操作し、TCP/IP を介してリンクされていて、静的テストを行うことができる。ミドルウェアの実装用 CORBA ガイド、インターフェース定義ファイル、インターフェース認証テストの記述を含む。 |
| ASAM MCD-3 ASAP3    | Automation / Optimization and ECU Calibration System Interface (自動化 / 最適化および ECU キャリブレーション・システム・インターフェース)                           | テスト自動化システムと ECUに接続されている計測およびキャリブレーションシステム 間のRS232 プロトコルの定義。当規格は廃止された技術を記述している為、MCD-3 MCが代わりに使用されるべきである。 |
| ASAM ATX            | Automotive Test Exchange Format (自動車テスト交換フォーマット) | テストを記述するための XMLベースのフォーマットの定義。異なるテスト自動化システムにおけるテスト記述の再使用を可能とする。テスト仕様、テスト計画、テスト実行、テスト評価等のアクティビティを扱う。テスト仕様には、テストケース、シーケンス、ステップ、アクション、対応するメタデータを含む。フォーマットは入力（刺激値）、出力（期待値）のテスト値および実行条件をストアすることができる。HILと共に頻繁に使用される。 |
| ASAM GDI            | Generic Device Interface (一般的デバイス・インターフェース) | 当規格は、テストベッド自動化システムを持つテストベッドの計測および制御デバイスの4層アーキテクチャを介した接続を規定している。以下の仕様を含む。 - 層 4： 自動化システムからデバイス・ドライバー・コマンドへの計測および制御オペレーション要求をトランスレートするコーディネーター - 層 3：異なる種類のデバイスへの均一のアクセスのためのデバイスドライバ - 層 2：個有のデバイスおよびOS機能への標準化インターフェースのプラットフォームアダプター - 層 1：IPv4、USB、SoftSync、COMもしくは LPTを介したデバイスとのコミュニケーション用のトランスポート層およびコミュニケーションタイプ 当規格はすべての層に対する API を特定し、デバイス能力およびデータ接続のための記述フォーマットを提供している。シャシー動力計テストベッド、衝突テストデバイス、マルチチャネルDAQシステム、MCD-3の GDIへのマッピングとのコミュニケーション用コンパニオン規格を含む。スキーマ定義ファイル、Cヘッダーファイル、記述フォーマットファイル、実装サンプルファイルを含む。また、自動車固有のコンパニオン規格やコード無しで ISO 20242 としても利用可能である。 |
| ASAM iLinkRT        | High-Speed Automation-Access-Protocol for MC-Serve (高速自動化アクセスプロトコル)                                                                                   | テスト自動化システムでの高速測定およびキャリブレーションデータ交換のプロトコルを定義する。このプロトコルは、テスト自動化システムおよび自動キャリブレーションシステム（一般に「MCクライアント」と呼ばれます）を測定およびキャリブレーションサーバー（「MCサーバー」）およびシミュレーションシステムに接続するために使用される。 |
| ASAM MCD-3 MC       | Application Programming Interface for Measurement and Calibration server (計測およびキャリブレーションサーバー用アプリケーション・プログラミング・インターフェース) | クライアント・アプリケーションと ECU間のコミュニケーション用にバスおよびプロトコルに依存しないサービスを提供する計測、キャリブレーション・サーバー用のオブジェクト指向API の定義。サンプルコードと共にOO API の COM-IDLへのマッピングを含む。ECU のための実際の計測およびキャリブレーションデータ記述を含むMCD-2 MCにより補完されている。 |
| ASAM OTX Extensions | Open Test Sequence eXchange Format (テストシーケンス交換形式) | ECU診断テスト、ECUキャリブレーション、およびEOLテストである。ASAM OTXをISO13209（OTX）と組み合わせて使用すると、文書化または自動化システムでのテスト手順の定義が必要なあらゆる分野で使用できる。 |
| ASAM XIL            | X-in-the-Loop (一般的シミュレーター・インターフェース) | テスト自動化システムとHILシステム（ハードウェア・イン・ザ・ループ）もしくはSILシステム（ソフトウェア・イン・ザ・ループ）のようなテストベンチ間の API の定義。シミュレーションモデル、ECU 内部計測およびキャリブレーションデータ、診断データ、電気エラーシミュレーションユニットおよび ECUネットワークへのアクセスを提供する。API は技術に依存しない UML モデルとして記述されている。規格APIの大部分を実装する C# におけるオープンソースコードを含む。当規格の以前の名は "ASAM HIL"であった。 |
| ASAM XIL-MA         | Generic Simulator Interface for Simulation Model Access (シミュレーションモデルアクセス用の汎用シミュレータインターフェース)                                        | ASAM XILからの抜粋であり、モデルアクセスポートの仕様と、この規格のいくつかの一般的な機能が含まれている。ASAMXIL-MAはアプリケーションの機能モックアップインターフェイスの位置を占める。この規格は一般に公開されており、メンバーシップなしでASAMから無料で入手できる。 |

Data Management & Analysis規格
車両のシミュレーション、テスト、生産、および運用中に得られた大量のデータを保存、取得、および分析するための規格である。
| 規格     | タイトル                                                                | 説明 |
| -------- | ----------------------------------------------------------------------- | --- |
| ASAM CEA | Components for Evaluation and Analysis (評価および分析用コンポーネント) | テスト計測データの評価および分析用の機能コンポーネントの定義。テストデータ処理および可視化用アプリケーション開発のため広く一般に使用されている。定義されるコンポーネントは入力、ワーカー、出力、コンシューマー、プロジューサー、ビュワーである。グラフィック制御、ロッギングおよび追跡、ユニット変換、アンドゥおよびリドゥ、コンポーネント間通信、ヘルプのサービスが利用できる。さらに、CAEコンポーネント記述用ファイルフォーマットを定義する。Javaおよび .NET用リファレンスコードファイルを含む。 |
| ASAM ODS | Open Data Services (オープンデータ・サービス)                           | 当規格はITアーキテクチャから独立したデータの永続的ストレージおよび回復を規定している。主にテスト自動化システムと共に使用される。以下の仕様を含む。 - ベースデータモデル - 派生アプリケーションモデル - データの物理的ストレージ用関係データベースモデル - データベースのストアドデータにアクセスする1つの API - データベースにおいて実装されたアプリケーションモデルに関するメタ情報へアクセスする1つの API - ファイルベースデータ交換用の2つのファイルフォーマット（1つは XML） アプリケーションモデルは、車両の形状、NVHテスト、テストスタンド・キャリブレーションデータ、バスデータ、テストワークフロー用が存在する。スキーマ定義ファイル、インターフェース定義ファイル、記述フォーマットサンプルファイルを含む。 |

Simulation規格
運転および交通シミュレーションのための道路網の説明する。運転操作とテストシナリオの仕様のための規格である。
| 規格              | タイトル | 説明 |
| ----------------- | --- | --- |
| ASAM OpenCRG      | Open Curved Regular Grid (開放型カーブ標準グリッド) | 路面記述のためのファイル形式を定義する。路面スキャンによる高精度な標高データを保存するために開発された。このデータの主な用途は、タイヤ、振動、ドライビングシミュレーションである。高精度な標高データにより、車両部品や車両全体のリアルな耐久シミュレーションが可能になる。ドライビングシミュレーターでは、路面のリアルな3Dレンダリングを可能にする。このファイルフォーマットは、摩擦係数やグレーの値など、他のタイプの路面特性にも使用できる。                                                              |
| ASAM OpenDRIVE    | Open Dynamic Road Information for Vehicle Environment (車両環境のためのオープンダイナミックな道路情報)                                                                       | 拡張可能なマークアップ言語（XML）構文で道路ネットワークを記述するための共通基盤を提供する。 ファイルに格納されるデータは、道路の形状、レーン、道路上のロードマークなどのオブジェクト、信号などの道路沿いのフィーチャーである。これらの道路ネットワーク記述を異なるシミュレーター間で交換することができる。 |
| ASAM OpenLABEL    | Annotation format and methods for multi-sensor data labeling and scenario tagging (マルチセンサーデータラベリングとシナリオタギングのためのアノテーションフォーマットと方法) | オブジェクトとシナリオのアノテーション形式とラベリング方法を定義する。ラベリング手法と定義の使用方法に関するガイドラインを提供する。 |
| ASAM OpenODD      | Operational Design Domain (運用設計領域) | 接続された自動運転車（CAV）の定義された運用設計領域を表現することができるフォーマットを提供する。運用設計領域定義（ODD）は、車両の運用期間全体を通じて有効であるべきで、その安全性と運用コンセプトの一部となる。ODDは、コネクテッドオートメーションカーの機能仕様に使用されます。ODDは、CAVが管理しなければならない環境パラメータ（静的および動的）を規定するものである。環境パラメータには、あらゆる種類の交通参加者、気象条件、インフラ、場所、時間帯など、運転状況に影響を与えるあらゆるものが含まれる。 |
| ASAM OpenSCENARIO | Open Scenario (オープンシナリオ) | ドライビングシミュレーターや交通シミュレーターの動的コンテンツを記述するためのファイル形式を定義する。主な用途は、車両、歩行者、その他の交通参加者など複数のエンティティが関与する、複雑で同期した操縦を記述することである。 |
| ASAM OSI          | Open Simulation Interface (オープン・シミュレーション・インターフェース) | 自動運転機能と様々なドライビングシミュレーションフレームワークの間の互換性を容易かつストレートに実現するためのインターフェースである。Googleが開発・保守するプロトコルバッファライブラリのメッセージ形式を用いたオブジェクトベースの環境記述であり、GroundTruthインタフェースとSensorDataインタフェースを定義する2つの個別トップレベルメッセージで構成されている。 |